# Beaufort-en-Anjou
Beaufort-en-Anjou es una comuna nueva francesa situada en el departamento de Maine y Loira, de la región de Países del Loira.

## Historia
Fue creada el 1 de enero de 2016, en aplicación de una resolución del prefecto de Maine y Loira de 18 de diciembre de 2015 con la unión de las comunas de Beaufort-en-Vallée y Gée, pasando a estar el ayuntamiento en la antigua comuna de Beaufort-en-Vallée.

## Demografía
| Gráfica de evolución demográfica de Beaufort-en-Anjou entre 1800 y 2013 |
|                                                                         |

Los datos entre 1800 y 2013 son el resultado de sumar los parciales de las dos comunas que forman la nueva comuna de Beaufort-en-Anjou, cuyos datos se han cogido de 1800 a 1999 (o a 2006 según corresponda), para las comunas de Beaufort-en-Vallée y Gée de la página francesa EHESS/Cassini. Los demás datos se han cogido de la página del INSEE.

## Composición
| Comuna delegada    | Código INSEE | Población (2013) | Superficie (km²) | Densidad (hab./km²) |
| ------------------ | ------------ | ---------------- | ---------------- | ------------------- |
| Beaufort-en-Vallée | 49021        | 6523             | 35.66            | 183                 |
| Gée                | 49147        | 486              | 6.38             | 76                  |